# The Master (2012)
The Master is een Amerikaanse dramafilm uit 2012 onder regie van Paul Thomas Anderson, die ook het verhaal schreef. De productie kreeg drie nominaties voor een Oscar (Joaquin Phoenix voor beste acteur, Philip Seymour Hoffman voor beste bijrolspeler en Amy Adams voor beste bijrolspeelster), drie voor een Golden Globe (dezelfde categorieën) en vier voor een BAFTA Award (dezelfde categorieën plus een nominatie voor beste originele scenario). The Master kreeg meer dan vijftig andere filmprijzen daadwerkelijk toegekend.

## Verhaal
Marinier Freddie Quell komt getraumatiseerd terug uit de Tweede Wereldoorlog. Hij heeft grote moeite om zichzelf in te passen in de burgermaatschappij en iedere baan die hij neemt loopt uit op een ontgoocheling. Bovendien drinkt hij veel te veel alcohol om te kunnen functioneren. Op een avond in het begin van de jaren vijftig sluipt Quell stiekem een boot op waarop een feest aan de gang is. Hij valt er in slaap in een hut, waar een vrouw hem de volgende morgen wekt. Ze vraagt hem kalm en vriendelijk om met haar mee te gaan naar de kamer van een man die zich aan Quell voorstelt als Lancaster Dodd.
Quell blijkt te zijn beland op een feest van een groep die zichzelf De Zaak noemt. Dodd is hun leider. Hij heeft een filosofie bedacht die ervan uitgaat dat iedere mens slechts het tijdelijke huis is van een onsterfelijke, eeuwige ziel. Die ziel is al bij de geboorte belast met afwijkingen van het ideaal, door wat hij allemaal heeft meegemaakt in miljarden jaren aan vorige levens. Het doel van Dodds filosofie is om door middel van zijn methodes zoveel mogelijk van die schadelijke ballast af te werpen. Zijn volgelingen geloven heilig in zijn ideeën. Zijn boek hierover is hun bijbel.
Quell ondergaat vrijwillig een spervuur van indringende, persoonlijke, zich steeds herhalende vragen van Dodd, die hij in een hypnotiserend tempo op de ondervraagde afvuurt. Hij dwingt Quell daar volledig bij geconcentreerd te blijven door die te verbieden met zijn ogen te knipperen. Telkens wanneer die dat toch doet, begint de ondervraging van voor af aan. Quell raakt zo onder de indruk van Dodd, dat hij besluit om bij de groep te blijven. Zo ontmoet hij ook Dodds vrouw Peggy, dochter Elizabeth en zoon Val.
Quell ondergaat alle sessies en oefeningen die Dodd bedenkt. Zo oefent hij samen met andere groepsleden op het volkomen "niet" reageren terwijl de oefenpartner de meest pijnlijke persoonlijke dingen zegt en loopt hij eindeloos van muur naar muur, om daarbij elke keer hardop uit te spreken wat hij daarbij zintuiglijk waarneemt. Quell volbrengt zijn taak soms met ijver, soms met grote frustratie, maar hij houdt altijd vol. De beloningen die hem hiervoor van tijd tot tijd ten deel vallen, overtuigen hem er steeds verder van dat de leer van Dodd hem op een goed pad heeft gebracht. Van buitenaf is er niettemin grote kritiek op De Zaak. Critici omschrijven Dodds verhalen als ongelooflijke onzin en de groep als sektarisch. Zelfs Dodds eigen zoon Val zegt Quell dat zijn vader zijn verhalen ter plekke verzint. Quell wil hier allemaal niets van weten en verdedigt ieder woord van Dodd, desnoods met geweld.
Wanneer Dodd Boek 2 over zijn leer uitbrengt, reist Quell met hem mee naar Phoenix voor de presentatie. Hier ontmoet hij nog meer mensen met aanmerkingen op de verhalen van Dodd. Diens eigen uitgever vertelt Quell dat hij Boek 2 als één brok fantasie beschouwt. De Zaak-aanhanger Helen Sullivan zegt tegen Dodd dat bepaalde herformuleringen in zijn nieuwe boek op haar overkomen als volledige afwijkingen van zijn eerdere geschriften. In zijn reactie hierop verliest Dodd zijn zelfbeheersing volkomen.
Tijdens een volgende oefening neemt Dodd een motor, Quell, Peggy en zijn schoonzoon Clark mee naar de woestijn. Het is de bedoeling dat iedereen een punt in de verte aanwijst, daar op de motor naartoe rijdt en weer terug. Hij gaat zelf als eerste om het voorbeeld te geven. Wanneer het Quells beurt is, keert die alleen niet meer terug. Hij rijdt door naar de plek waar voor de oorlog zijn potentiële, destijds nog te jonge grote liefde Doris woonde. Hij liet haar zeven jaar eerder achter, maar beloofde voor haar terug te komen. Doris' moeder doet open. Haar dochter is inmiddels getrouwd en woont met haar man en kinderen in Alabama. Ze heeft veel verdriet gehad om Quell, maar is daarna verdergegaan met haar leven. Quell vertrekt met een mengeling van teleurstelling en tevredenheid.
Quell valt in slaap in een bioscoop. Hij droomt dat Dodd hem opbelt om te vertellen dat hij in Engeland verblijft. Quell reist daarop af naar Groot-Brittannië, waar Dodd hem verrast verwelkomt. Peggy krijgt haar man niettemin zover om Quell een ultimatum te stellen: óf hij komt terug bij De Zaak en om zich voor altijd en eeuwig toe te wijden aan hun zaak óf hij vertrekt om nooit meer terug te keren. Quell vertrekt. In een bar versiert hij een vrouw. Op het strand gaat hij tegen een van zand gemaakte vrouw liggen en sluit hij zijn ogen.

## Rolverdeling
- Joaquin Phoenix - Freddie Quell
- Philip Seymour Hoffman - Lancaster Dodd
- Amy Adams - Peggy Dodd
- Jesse Plemons - Val Dodd
- Ambyr Childers - Elizabeth Dodd
- Rami Malek - Clark
- Martin Dew - Norman Conrad
- Joshua Close - Wayne Gregory
- Jillian Bell - Susan Gregory
- Kevin J. Walsh - Cliff Boyd
- Lena Endre - Mrs. Solstad
- Madisen Beaty - Doris Solstad
- Kevin J. O'Connor - Bill William
- Patty McCormack - Mildred Drummond
- Mimi Cozzens - Chi Chi Crawford
- Barbara Brownell - Margaret O'Brien
- Brady Rubin - Michelle Mortimer
- Jill Andre - Beatrice Campbell
- Christopher Evan Welch - John More
- Laura Dern - Helen Sullivan
- Barlow Jacobs - James Sullivan
- Jennifer Neala Page - Winn Manchester

## Achtergrond (Scientology-The Cause)
The Master gaat officieel niet over Scientology of stichter L. Ron Hubbard. The Cause vertoont niettemin een aanzienlijk aantal overeenkomsten met Scientology en Hubbard . Zo stichtte Hubbard begin jaren 50 Scientology, evenals Dodd The Cause. Dodds methodes komen sterk overeen met de ideeën die Hubbard uitdraagt in zijn boek Dianetics, Hubbards oudste zoon Ronald DeWolf verklaarde dat zijn vader zijn verhalen uit zijn duim zoog, net als Val Dodd zegt over zijn vader in de film en The Master eindigt wanneer Dodd zich vestigt in Engeland, in dezelfde tijd dat Hubbard een Brits hoofdkantoor voor Scientology opende in East Grinstead.
Regisseur Anderson verklaarde in een interview over de film dat hij Hubbard altijd al een interessante persoonlijkheid en onmogelijk te negeren had gevonden. Hoewel het nooit zijn bedoeling was om een biografie over Hubbard of Scientology te maken, kwam het zo uit dat een Scientology-nieuwsbrief die van 1954 tot en met 1965 verscheen een grote inspiratie voor de film werd. Niettemin zijn er meer zaken die inspiratie leverden voor het verhaal van The Master en ging het Anderson bij het maken van de film meer om de achtergronden en omstandigheden die van invloed waren op het hoofdonderwerp dan om het hoofdonderwerp.